# 680
Cette page concerne l'année 680  du calendrier julien. Pour l'année 680 av. J.-C., voir 680 av. J.-C. Pour le nombre 680, voir 680 (nombre).
L'année 680 est une année bissextile qui commence un dimanche.

## Événements
- 18 avril : Yazid Ier, est proclamé calife à Damas à la mort de son père Mu'awiyya (fin de règne en 683)[1].
  - Fondation du chiisme par les Alides, qui refusent de prêter serment au nouveau calife. Ils se révoltent à Kufa et font appel au deuxième fils de `Ali, ’al-Husayn. Aïcha quitte Damas pour La Mecque à l’avènement de Yazid, accompagnée d’al-Husayn.
- 10 octobre : Al-Husayn, fils d'Ali, est tué au combat à  la bataille de Kerbala en Irak. Ce massacre entraîne la rupture définitive entre les chiites et les omeyyades[2] (deuxième Fitna, 680-692).
  - Révolte à Médine après la mort d’al-Husayn : Abd Allah ibn Zobair, neveu d’Aïcha est proclamé calife à Médine par les Qurayshites[3] révoltés par le meurtre d’al-Husayn. Une armée venue de Damas prend Médine fin aout 683, puis assiège La Mecque du 25 septembre au 27 novembre 683 où la Ka'ba est incendiée. Le siège est levé à la nouvelle de la mort de Yazid le 11 novembre 683[4]. Son frère Mu'awiyya II lui succède mais meurt de la peste (683). Les Kalbides[5] désignent Marwan qui soumet un à un les ennemis de Damas, sauvant la dynastie Omeyyade.

- En Inde, le Châlukya Vinayaditya succède à son père Vikramaditya Ier (fin en 696). Il règne en paix, recevant tribut des Pallava et des dynasties du sud[6].

### Europe
- Pépin de Herstal devient maire du palais d'Austrasie après la mort de Dagobert II en décembre 679. Il envahit la Neustrie au début de l'année mais est défait par Ebroïn à Latofao (le Bois du Fay, près de Rethel ou Laffaux, entre Soissons et Laon). Son frère Martin est tué[7].
- 27 mars : Ouverture du concile de Rome convoqué pour préparer celui de Constantinople[8].
- 15 mai[9] :  Ebroïn, maire du palais de Neustrie, est assassiné par Ermenfroi et remplacé par Waratton puis par Berchaire, gendre de Waratton.
- 14 octobre : À Tolède, le roi wisigoth Wamba est renversé par le comte Ervige[10].
  - Ervige crée la garde des bucellaires (mangeurs de biscuits) ou gardingos, à l’origine de la vassalité dans le nord de l’Espagne. Il ordonne aux Juifs d’abjurer dans l’année sous peine de confiscation et d’exil.
- 7 novembre : Ouverture du VIe concile œcuménique de Constantinople III qui condamne le monothélisme et restaure l'orthodoxie religieuse. L’empire byzantin se rapproche de l’Occident mais abandonne les populations monophysites et monothélistes des provinces orientales arrachées par les Arabes (fin le 16 septembre 681)[11]. L’Église lance l'anathème sur l'islam, le Coran, le prophète de l'islam, et la oumma dans les résolutions du Concile œcuménique tenu à Constantinople[12].

- Les Bulgares d’Isperik arrivent dans les Balkans. Ils passent le Danube et s’installent en Mésie après avoir soumis les Sept Tribus slaves, et battu et imposé un traité aux Byzantins[13].
- L’empereur d’Orient Constantin IV reconnaît les conquêtes lombardes en Italie[14].
- Pas d’évêque mentionné à Nîmes de 680 à 788[15].
- De retour de Rome pour être réintégré dans son diocèse, Wilfrid d'York est emprisonné pendant neuf mois par le roi Ecgfrith de Northumbrie. Après sa libération, il se consacre à baptiser les derniers païens dans le Sussex et l’île de Wight (681-686)[16].
- Bonitus est nommé préfet de Marseille par Thierry III[17].

## Naissances en 680
- Fujiwara no Muchimaro, politicien japonais.
- Genshō quarante-quatrième empereur du Japon, cinquième impératrice.
- Stépanos de Siounie, écrivain, théologien, grammairien, traducteur, poète et musicien arménien.
- Wu Daozi, artiste chinois.

## Décès en 680
- 30 janvier : Bathilde d'Ascagnie, épouse de Clovis II.
- 18 avril : Mu'awiyya.
- 10 octobre : Husayn, fils d'Ali est assassiné par Yazid, fils de Mu'awiyya.

- Quiricius, évêque de Barcelone puis archevêque de Tolède.